# 아메리칸 케널 클럽

미국애견협회의 로고

아메리칸 케널 클럽(American Kennel Club, AKC)은 1884년 미국에서 설립된 애견 협회이다. 공식적인 애견 협회로는 세계에서 2번째(첫 번째는 영국의 더 케널 클럽)로 오래되었다.